# 宮川智之
宮川 智之（みやかわ ともゆき、1976年7月10日 - ）は、日本でミュージカル作品を中心に活動する舞台俳優である。
北海道出身。演劇ユニットSecond House主宰。

## 人物
名字は「みやがわ」ではなく「みやかわ」と読む。
シンガーソングライターとして活動する中で、表現力を磨くために演技を学び始めたのをきっかけに芝居の面白さに惹かれて役者の世界へ進む。
2021年に出演した坊っちゃん劇場がある愛媛県東温市の観光大使を2022年3月まで務めた。
2024年12月1日より劇団四季所属。

### 趣味・特技
ウェイクボード、ゴルフ、スノーボード、アウトドア、飲み会、乗馬(5級乗馬ライセンス保有)、散歩、家庭菜園、料理、DIY、殺陣

## 出演作品
- オペラ 「椿姫」（2005年6月 文京シビックホール）
- 「ビギン・ザ・ビギン」（2006年4月 シアターアプル）
- 「ジンギスカン」（2008年1月 ル・テアトル銀座）
- 「CHANCE2008」（2008年4 セシオン杉並ホール）
- 「真夏の夜の夢　LOVE」（2008年8月 かめありリリオホール）
- 「GUNS-All or Nothing」（2008年10月 シアターグリーン）
- 「赤毛のアン」（2008年11月 東京国際フォーラム）
- 「ASU」（2009年5月 コア・いけぶくろ)
- 「SHINKA～心華～」（2009年9月 シアターグリーン）
- 「晩秋」（2009年11月 明治座）
- 「海冥の城　白の姫君」（2009年12月 北沢タウンホール)
- ミュージカル「「GANG2010」」- コルト役（2010年1月 稲城市iプラザホール)
- 「阿国歌舞伎」（TBS赤坂ACTシアター、大阪サンケイホールブリーゼほか）
- 「ジンギスカン～わが剣熱砂を染めよ」 - カッサル役（2011年10月 渋谷区文化総合センター大和田）
- ミュージカル 「ひめゆり」（2012年7月 シアター1010）
- ミュージカル・コメディ 「マリオネット」 - モーリス 役（2012年10月 六行会ホール）
- ミュージカル 「日本昔ばなし」 - 巴之吉 役（2012年12月 三越劇場)
- 「花や、、、蝶や、、、」 - 飛龍の竜之介 役（2013年1月 築地ブディストホール)
- 朗読劇 「レディー・マドンナ」 - 二階堂隆一 役（2013年5月 めぐろパーシモンホール)
- 「チューボー」- 高林楓 役（2013年9月 豊島区民センター文化ホール)
- 「殺しのリハーサル2」- ロイド 役 （2013年12月 中目黒キンケロシアター）
- 「RED～新設・垢太郎物語～」 - 岩熊坊主 役（2014年5月 下北沢・北沢タウンホール）
- ミュージカル・コメディ 「マリオネット」 - モーリス 役（2014年5月-6月 六行会ホール)
- 「天翔ける盗賊 石川五右衛門」 - 2代目石川五右衛門 役 （2014年7月 [品川区 スクエア荏原）
- 「キレイ〜神様と待ち合わせした女〜」 （2014年12月 Bunkamuraシアターコクーン）
- ミュージカル 「ニッキー」 - ジョージ 役 （2016年5月 IMAホール）
- 「CHUJI」 - 七兵ヱ 役（2016年6月 築地ブディストホール）
- 「スポットライト～Back Stage Story」 - やま 役（2016年10月 築地ブディストホール）
- ミュージカル 「ロイヤルホストクラブ」 (2016年11月 IMAホール)
- 「VSクリスマス」 - 支配人 役（2016年12月 新宿シアターモリエール）[3]
- 「愚か者たちへのレクイエム」- 河井 役（2017年4月 築地ブディストホール）
- 「夢から醒めた夢」 - 部長 役（2017年6月 JR東日本アートセンター自由劇場）[4]
- 「思い出を売る男」 - 黒マスクのジョオ 役　（2017年9月 JR東日本アートセンター自由劇場）
- 「この生命誰のもの」 - 森山敬司 役 （2017年12月 JR東日本アートセンター自由劇場）
- 冬休みファミリーミュージカル 「孫悟空」 - 牛魔王 役（2017年12月 三越劇場）
- 「李香蘭」 - 関東軍少佐 役　（2018年4月 JR東日本アートセンター自由劇場）
- ミュージカル 「アルプスの少女ハイジ」 - アルム 役（2018年7月 三越劇場他全国公演）
- 「ふしぎ遊戯～蒼の章～」 - 尾宿 役　（2018年10月 スペース・ゼロ）[5]
- 「ヤナギダアキラ最期の日」 - 木崎五郎 役 (2019年5月 古民家ギャラリー ゆうど)
- セカンドハウス旗揚げ公演 「チューボー」 - 高林楓 役 (2019年6月 シアターシャイン）
- 「ラ・マンチャの男」（2019年10月- 帝国劇場他全国公演）
- 「思い出を売る男」 - 黒マスクのジョオ 役　（2019年12月 JR東日本アートセンター自由劇場）
- ミュージカル 「PINO」 - ライム大佐 役 (2020年3月 新宿シアターモリエール)
- ミュージカル 「封神演義 開戦の前奏曲」 - 黄飛虎 役 (2020年10月 品川プリンスステラボール) [6]
- ミュージカル 「アルプスの少女ハイジ」 - アルム 役（2020年2月 ギャラクシティ 西新井文化ホール）
- ミュージカル 「鬼の鎮魂歌」 - 温羅 役 (2021年3月-8月 坊っちゃん劇場)[7]
- 朗読劇「石の庭」～有吉佐和子の戯 (2021年11月 和歌山城ホール) [8]
- ミュージカル「ラ・マンチャの男」（2022年2月 日生劇場）[9]
- 「雨と夢のあとに」 （2022年5月 渋谷伝承ホール）
- 朗読劇 「白と黒とその泡と」 （2022年8月 愛知県東温市 UNION）
- 劇団桜舞 朗読劇 「無宿の寵愛」 （2022年10月 ザムザ阿佐ヶ谷）
- 「ライトニング～run death game～」 （2022年12月 シアターグリーンBIG TREE THEATER）
- 「DEEP COVER」 （2022年12月 オメガ東京）
- ミュージカル「ラ・マンチャの男」（2023年4月 横須賀芸術劇場）
- Kenプロデュース vol.39「烈火の人」- 千代鷹 役（2023年7月 萬劇場)
- ミュージカル「アルプスの少女ハイジ」- アルム 役 (2023年7月 三越劇場他全国公演）
- SECOND HOUSE「七つ鐘がなる前に」- シン役（2023年11月 シアターKASSAI）
- 劇団桜舞「誠の挽歌」⁻ 坂本龍馬役（2023年12月 渋谷伝承ホール）[10]
- 劇団四季「王子と少年」-ユーゴー/ヘンリー八世役（2025年3月 自由劇場)

### テレビ
- 土曜ワイド劇場
- 「思い出のメロディー」（NHK）
- ドラマ8 弁護士ソドム 9話 - 刑事役 (テレビ東京)

### 映画
- 電車男

### マキシシングル
- Dream And Love  [11]

### DVD・Blu-ray
- ミュージカル封神演義-開戦の前奏曲-